# Holystone Slope
Holystone Slope ist ein 1,9 km breiter Eishang im ostantarktischen Viktorialand. In der Convoy Range beginnt er am Flight-Deck-Firnfeld und verläuft nordwestwärts mit mächlichem Gefälle zwischen dem Dotson Ridge und dem Dory-Nunatak.
Das New Zealand Geographic Board benannte den Eishang 1993 nach dem Holystone, einer bestimmten Form des Sandsteins, der im 18. und 19. Jahrhundert in der Royal Navy und dann auch in der United States Navy beim Säubern des Schiffsdecks Verwendung fand.